# Кильдишов, Николай Николаевич
Николай Николаевич Кильдишов (эст. Nikolai Kildishov; 2 июня 1960, Горький, СССР) — советский, российский, эстонский хоккеист, защитник.

## Карьера
Воспитанник горьковского хоккея. С середины восьмидесятых годов выступал за эстонские клубы «Крейнгольм» и "Таллэкс. "Несмотря на невысокий рост, прекрасно совершал силовые приемы. Вскоре после развала СССР хоккеист переехал в Финляндию, где живет до сих пор. Долгое время он играл там за команды из низших лиг.
В 1993 году в составе сборной Эстонии Кильдишов провел два матча в квалификационной группе С Чемпионата мира по хоккею с шайбой.
В 2007 году являлся ассистентом финского специалиста Йормы Райсанена в сборной Эстонии.

## Достижения
- Чемпион Эстонии (4): 1990, 1991, 1992, 1993.